# Abadia de Fonthill

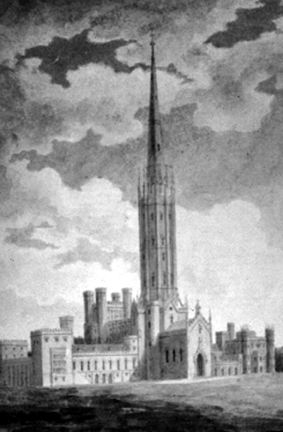
A abadia com sua imensa torre ainda intacta, em gravura da época

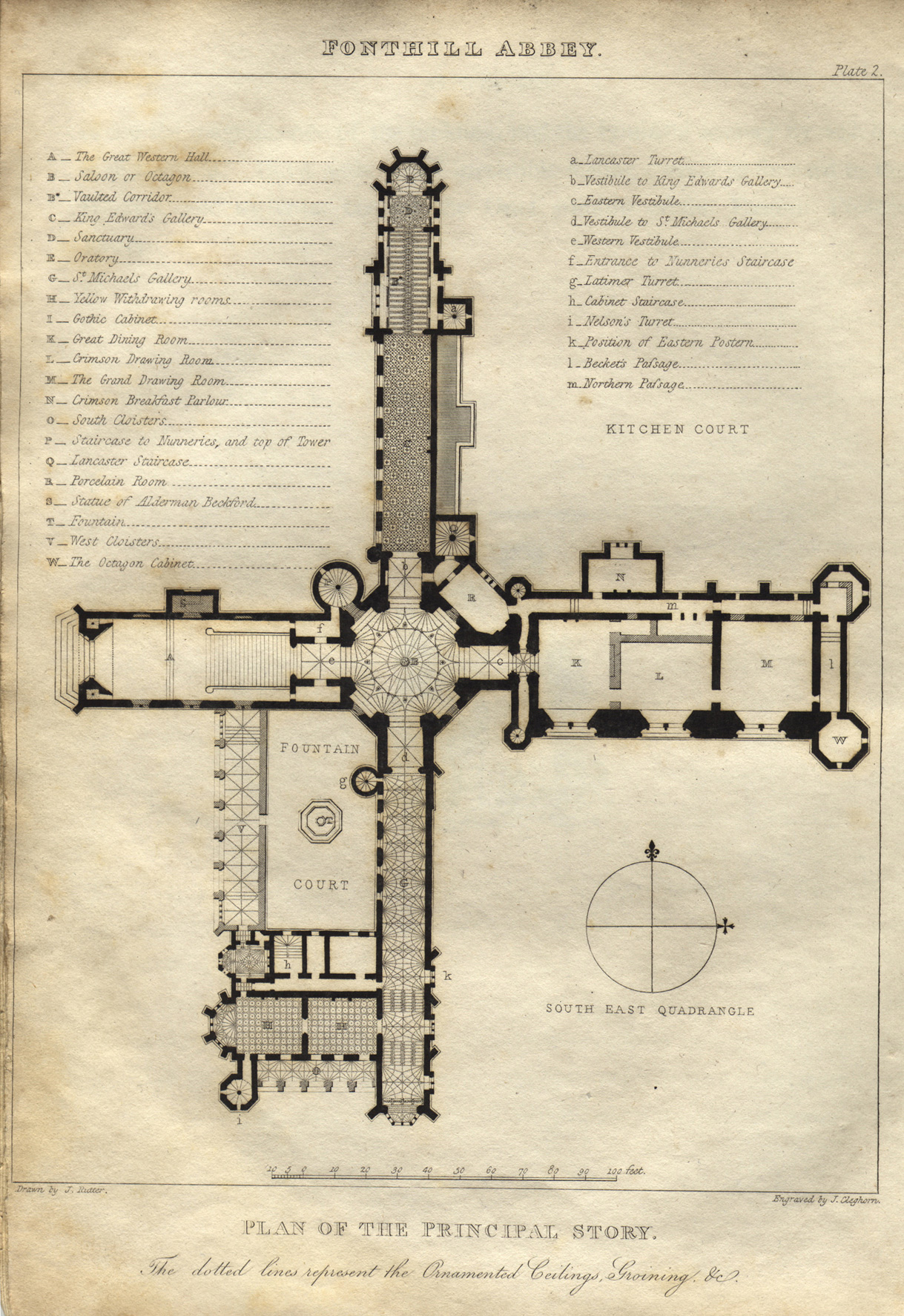
Planta do complexo

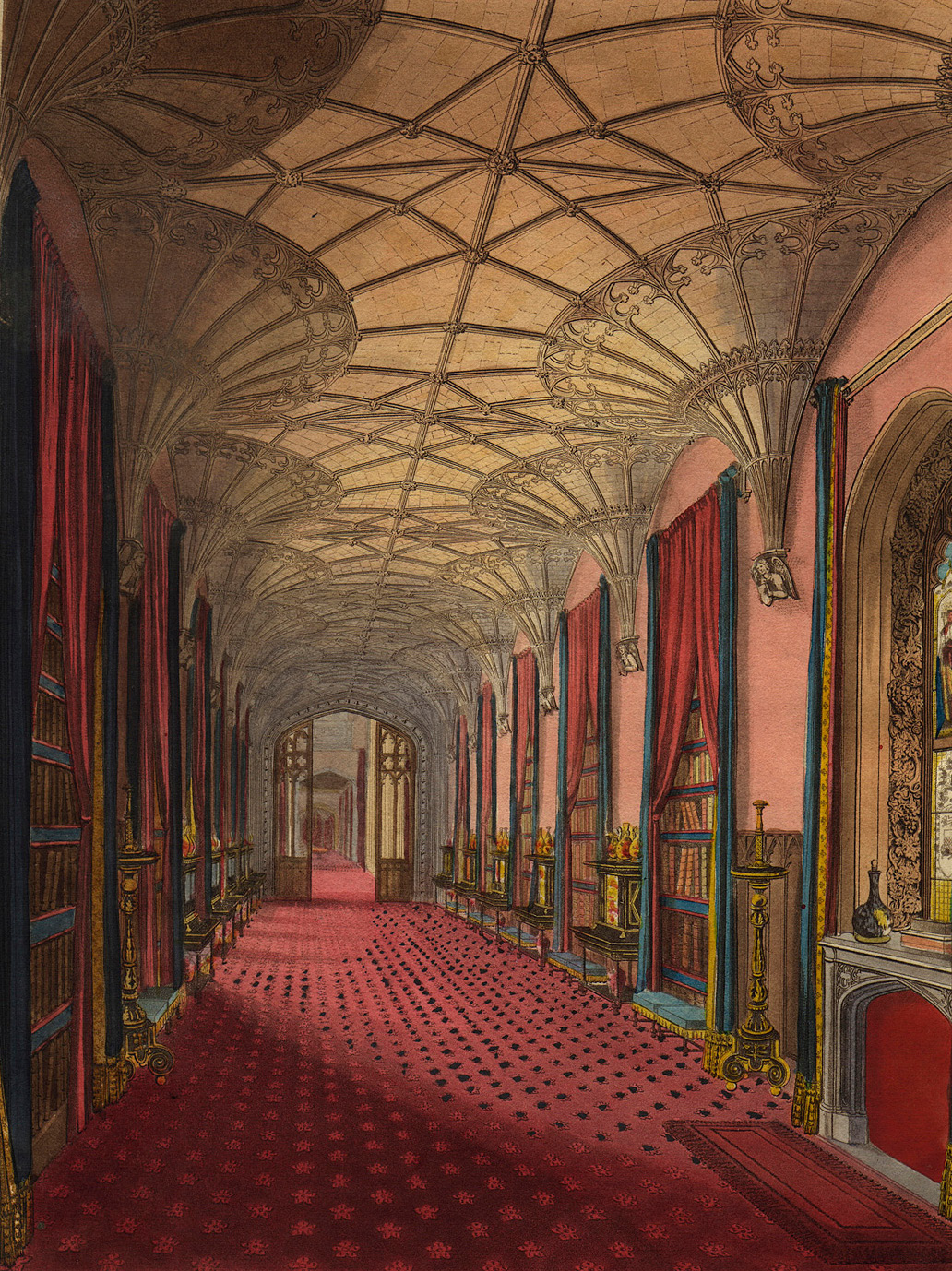
Aspecto de uma das galerias

A Abadia de Fonthill foi uma grande construção neogótica erguida no século XIX em Wiltshire, na Inglaterra, por William Thomas Beckford.

## Histórico
A Abadia de Fonthill foi uma extravagância de Beckford, filho de um rico comerciante de açúcar. Quando tinha 10 anos seu pai faleceu e ele herdou uma imensa fortuna, estimada em um milhão de libras, aproximadamente 320 milhões de libras esterlinas modernas, e rendimentos anuais que chegavam a 100 mil libras, (hoje cerca de 32 milhões de libras), uma soma colossal em seu tempo, mas seus biógrafos avaliam que este total não representava sequer a metade de sua verdadeira fortuna. Os jornais o chamavam de o mais rico plebeu da Inglaterra.
Em 1784 Beckford foi envolvido em um escândalo sexual com William Courtenay, 9.º Conde de Devon, e foi forçado a um exílio, embora nada tenha sido provado contra ele. Retirando-se para a Suíça com sua esposa Margaret Gordon, passou a viajar extensivamente pela Europa depois que ela morreu em trabalho de parto, jamais voltando a se casar. Apesar de desprezado pela sociedade inglesa, decidiu voltar ao seu país, vivendo em sua propriedade de Fonthill, que cercou completamente, e então concebeu construir ali uma catedral neogótica.

## A construção da abadia
As obras iniciaram em 1795, contratando James Wyatt como arquiteto. A ruína posterior do edifício foi atribuída fundações pequenas para tão maciça obra de cantaria, mas estudos recentes através de radar provaram que os alicerces eram adequados, firmando-se no próprio leito rochoso subterrâneo.
Foram contratados 500 operários que trabalhavam dia e noite, com o auxílio de mais 450 recrutados das obras no Castelo de Windsor, e todos os comboios foram desviados para o transporte do material de construção. Para compensar estes transtornos à comunidade local, Beckford liberou cerveja, carvão e cobertores para os pobres.
A primeiro parte a ser completa foi a torre, que chegou a 90 metros de altura antes de colapsar. Beckford lamentou não ter testemunhado ele mesmo o desabamento. A nova torre foi terminada seis anos depois, novamente alcançando os 90 metros. E também esta veio abaixo. Não obstante, o milionário iniciou outra torre, agora em pedra, que foi concluída em sete anos.
A torre central foi então rodeada radialmente de quatro longas alas com muitos aposentos e galerias, decoradas com ouro, prata, mobiliário e trabalhos de escultura. A porta de entrada tinha 10 m de altura, e o complexo foi dado como terminado em 1813.
Beckford passou então a viver ali sozinho com seus empregados, mas usava apenas um aposento como dormitório. Seus cozinheiros, porém, preparavam comida diariamente para doze convidados, embora ele sempre comesse sozinho. Uma vez em 1800 o almirante Nelson e sua esposa o visitaram. Tendo construído novas cozinhas, ordenou que ali fossem preparados os alimentos para si, mas assim que a refeição terminou a cozinha ruiu.
Beckford viveu em Fonthill até que em 1822 perdeu em uma ação legal duas de suas propriedades na Jamaica, a principal fonte de sua riqueza. Foi forçado a vender a abadia e todo o seu conteudo por 330 mil libras para John Farquhar. Em 1825 a torre principal voltou a desabar, e mais tarde o restante do complexo foi demolido. Sobrevivem apenas um portão e parte da ala norte.

## Fonte
- «Beckford, William. (2007), Encyclopædia Britannica.»